# Langdysse von Tågerup
Der Langdysse von Tågerup (auch Kæmpestenen genannt) liegt in einem Feld am Hejnstrupvej, bei Gundsølille bei Roskilde, auf der dänischen Insel Seeland. Er ist eine Megalithanlage der Trichterbecherkultur (TBK), die zwischen 3500 und 2800 v. Chr. errichtet wurde.
Der Langdysse hat ein 1,4 Meter hohes Hünenbett und misst 12 × 8 Meter. Die nach Osten offene Kammer in der Mitte ist 1,7 m lang, 1,3 m hoch und 1,2-1,0 m breit. Sie hat drei Tragsteine und einen Deckstein. Erhalten sind 13 Randsteine des Hünenbettes und Reste des Trockenmauerwerk in der Kammer.
In der Nähe liegt der Thoradysse von Gundsømagle.